# Communauté de communes du Centre Trégor
Die Communauté de communes du Centre Trégor ist ein ehemaliger französischer Gemeindeverband (Communauté de communes) im Département Département Côtes-d’Armor und der Region Bretagne. Er wurde in die Lannion-Trégor Communauté integriert.

## Mitglieder
1. Berhet
2. Caouënnec-Lanvézéac
3. Cavan
4. Coatascorn
5. Prat
6. Pluzunet
7. Quemperven
8. Tonquédec

## Quelle
- Le SPLAF - (Website zur Bevölkerung und Verwaltungsgrenzen in Frankreich (frz.))